# Xiao Jie

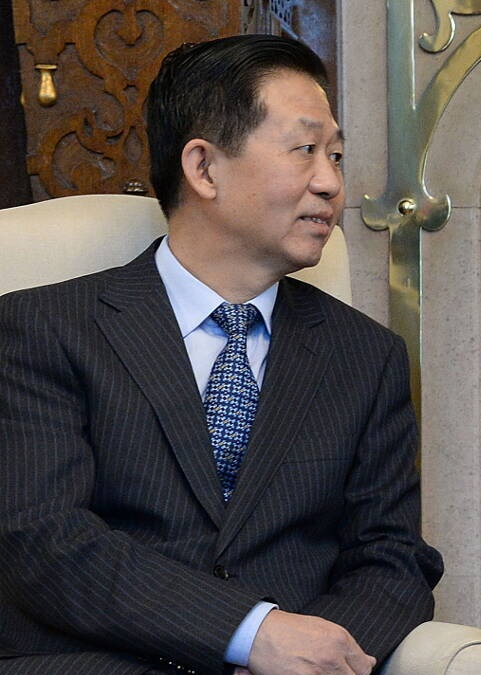
Xiao Jie (2018)

Xiao Jie (chinesisch 李贵鲜; * Juni 1957 in Kaiyuan, Provinz Liaoning) ist ein Politiker der Kommunistischen Partei Chinas (KPCh) in der Volksrepublik China, der unter anderem zwischen 2007 und 2013 Direktor des Steuerhauptamtes sowie von 2016 bis 2018 Finanzminister war. Seit 2018 ist er Staatskommissar und Generalsekretär im Staatsrat der Volksrepublik China.

## Leben
Xiao Jie, der zur Volksgruppe der Han gehört, begann seine berufliche Laufbahn 1976 und absolvierte zwischen 1978 und 1982 ein Studium an der Fakultät für Finanzen der Chinesischen Volksuniversität. 1985 wurde er Mitglied der Kommunistischen Partei Chinas (KPCh) und absolvierte zudem zwischen 1987 und 1989 ein postgraduales Studium am Forschungsinstitut für Finanzwissenschaften des Finanzministeriums. Er war zwischen 1993 und 1994 stellvertretender Direktor der Planungsabteilung des Finanzministeriums und war im Anschluss dort von 1994 bis 1998 stellvertretender Direktor der Abteilung für allgemeine Reformen. Während dieser Zeit war er zwischen 1994 und 1995 Student an der Zentralen Parteihochschule der Kommunistischen Partei Chinas und erwarb zudem 1995 einen Doktor am Forschungsinstitut für Finanzwissenschaften. Er fungierte des Weiteren von 1998 bis 2000 als Direktor der Zentralabteilung des Finanzministeriums sowie zwischen 2000 und 2001 Direktor der dortigen Schatz-Abteilung.
Anschließend bekleidete Xiao Jie von 2001 bis 2005 als Vize-Finanzminister und war während dieser Zeit in Personalunion auch Mitglied der Parteiführungsgruppe der KPCh im Finanzministerium. Daneben engagierte er sich von 2004 bis 2005 auch als Vize-Präsident der Rotkreuzgesellschaft von China. Im Anschluss fungierte er zwischen 2005 und 2007 als Vize-Gouverneur der Provinz Hunan und gehörte während dieser Zeit auch dem Ständigen Ausschuss des Provinzkomitees der KPCh in Hunan an. Auf dem XVII. Parteitag 2007 wurde er Mitglied Zentralkomitee der Kommunistischen Partei Chinas (ZK der KPCh) und gehörte diesem Gremium seither an. Er war als Nachfolger von Xie Xuren zwischen 2007 und seiner Ablösung durch Wang Jun 2013 Direktor des Steuerhauptamtes und als solcher zugleich auch Sekretär der Parteiführungsgruppe der KPCh dieser Staatlichen Verwaltungsbehörde für Steuern. Im Anschluss fungierte er von 2013 bis 2016 als Stellvertretender Generalsekretär des Staatsrates und war als solcher in Personalunion auch stellvertretender Direktor der Lenkungsgruppe des Staatsrates für Landesweite Wirtschaftszählungen.
Am 8. November 2016 übernahm Xiao Jie das Amt als Finanzminister und wurde damit Nachfolger von Lou Jiwei. Er bekleidete dieses Ministeramt bis 2018 und wurde daraufhin von Liu Kun abgelöst. Er wurde 2017 zudem Mitglied der Zentralen Führungsgruppe des ZK der KPCh für Finanzen und Wirtschaft. Seit 2018 ist er als Nachfolger von Yang Jing Generalsekretär im Staatsrat der Volksrepublik China und zugleich als Staatskommissar Mitglied des Staatsrates.